# Östergötlands runinskrifter 19
Östergötlands runinskrifter 19 är en vikingatida runsten i Kuddby, fattighuströskeln, Kuddby socken och Norrköpings kommun. Runstenen är 1,2 meter hög, 0,9 meter bred och 0,2 meter tjock. Ristningen är mycket otydlig och har inga nu synliga runor, endast ett ristat kors. Ög 19 har legat som trappsten i tröskeln till Kuddbys gamla fattighus sydost om Kuddby kyrkas kyrkogård.
Stenen restes vid kyrkan 1942.

## Inskriften
Translitterering av runraden:
... · [a](u)[k]...
Normalisering till runsvenska:
... ...